# Bermejo (Bolivie)
Pour les articles homonymes, voir Bermejo.
Bermejo est une ville du département de Tarija, en Bolivie. Sa population est de 34 505 habitants lors du recensement de 2012, ce qui en faisait la principale ville de la province d'Aniceto Arce. La ville est l'une des plus méridionales du pays et est frontalière avec l'Argentine.

## Géographie
Bermejo est située à l'extrême sud du pays, à la frontière argentine, sur la rive droite du Río Bermejo. Elle se trouve à 140 km (208 km par la route) au sud de la capitale départementale, Tarija.

## Histoire
Bermejo s'est d'abord appelée Pozo del Bermejo.

## Économie
La région de Bermejo est riche en pétrole et gaz naturel. La culture d'agrumes et l'industrie sucrière sont d'autres secteurs économiques d'importance.